# هوراس هيلر
هوراس هيلر (بالإنجليزية: Horace Hiller)‏ هو سياسي أمريكي، ولد في 1844.